# Erali Khan
Erali Khan fou kan de l'Horda Petita Kazakh del 1790 al 1794.
Era el fill gran de Nurali Khan. Va viure al Sirdarià uns anys i el 1781 fou estat escollit per governar als karakalpaks de la zona. El 1786 quan el kanat fou abolit i el seu pare fou enviat desterrat a Ufa i Sirim Batir va assolir el poder d'una secció de l'Horda amb una política de russificació, va marxar contra aquest amb una petita força; al mateix temps els clans de l'Horda més lleials a la dinastia d'Abu l-Khayr Khan, van aclamar kan Ghaip Khan que havia governat a Khivà; un altre grup va demanar la restauració de Nurali o un altre al seu lloc. El governador rus, baró Igelstrom, s'inclinava per Ghaip Khan però l'emperadriu no ho va aprovar i va insistir que la condició de Khan havia de quedar abolida.
El 1787 Rússia va entrar en guerra contra Turquia i els turcs van buscar l'aliança del kan de Bukharà el qual va incitar als kazakhs a la revolta i va oferir ajut a Erali per alliberar a Nurali Khan; però al mateix temps va intrigar amb Sirim que li va escriure dient que el seu poble estava llest i només esperava que els bukarians i altres pobles asiàtic envaïssin Rússia; aquesta traïció va arribar a orelles dels russos que veien com no podien confiar en el seu principal aliat. Mentre els kazakhs continuaven fent atacs. Els notables nomenats pels russos van perdre el control del poble i només anaven a Orenburg a cobrar el sou. Una secció dels kazakhs va reclamar la restauració del kan. Finalment els russos ho van acceptar. Sirim s'hi va oposar i es va declarar contra Rússia i va començar a fer ràtzies a través del Jaik buscant ajut de Bukharà.
Nurali va morir el 1790 a Ufa sense arribar a ser restaurat. Va aconsellar als seus fills abans de morir de restar lleials a Rússia. Erali Khan fou proclamat poc després (gener del 1791) i l'emperadriu li va enviar la patent en que el declarava kan de l'Horda Petita afegint que era tant pels seus mèrits com per ser el membre degà de la família d'Abu l-Khayr Khan. El 1791 Sirim Batir, que es mantenia rebel, va convocar una assemblea general a la desembocadura del Yemba per intentar unir tots els clans contra Rússia, però Erali i altres prínceps s'hi van oposar i durant un temps es va lliurar una virtual guerra civil entre kazakhs. La tardor del 1791 Erali es va dirigir a les ribes del Jaik (riu Ural) a la rodalia d'Orsk, i el 4 de setembre fou proclamat kan de manera solemne; a aquesta assemblea hi van assistir delegats de Batir Sirim i d'Abu l-Ghazi Khan, fill de Ghaip Khan, així com molts altres notables; després de l'assemblea es van enviar sis diputats a Sant Petersburg per comunicar-ho. Al mateix temps Pirali Khan, que governava entre Khivà i Seraichuk amb seu a Turkestan, va enviar una carta a l'emperadriu (6 de setembre de 1791) demanant la sobirania de Rússia; per ukase imperial de 31 d'octubre, l'emperadriu va acceptar. Ghaip Khan ja havia mort i havia deixat tres fills, Abu l-Ghazi, Burkan i Shirgazy; el darrer que va viure un temps a la cort imperial, va acceptar a Erali com a kan; els altres dos es van aliar a Sirim Batir en una lliga dirigida per aquest darrer. Sirim va denunciar l'elecció d'Erali com irregular i va citar les paraules de l'Alcorà que era il·legal per a un musulmà ser subjecte d'un estat cristià; va intentar convèncer els kazakhs de retirar-se de les fronteres russes i va mantenir la seva aliança amb el kan de Bukharà. La guerra civil va continuar.
El 1793 Erali Khan va demanar a Rússia l'enviament de tropes per castigar a les bandes de Sirim, però la petició fou refusada. Erali va morir el juny de 1794. La divisió de l'Horda Petita va continuar: els partidaris d'Erali Khan van elegir com a successor al seu fill Yeshim Khan; els partidaris de Sirim Batir va elegir a Abu l-Ghazi Khan.